# Prefektura Fukui
Prefektura Fukui (jap. 福井県 Fukui-ken) – prefektura położona nad Morzem Japońskim, w regionie Chūbu, w Japonii. Jej stolicą jest miasto Fukui.

## Położenie
Prefektura położona jest w środkowej części wyspy Honsiu nad Morzem Japońskim. Zachodnia, mniejsza część to wąska równina pomiędzy górami i morzem, natomiast wschodnia część to szeroka równina, na której leży stolica Fukui i miasta o największym zaludnieniu. Prefektura graniczy z prefekturami:
- Ishikawa od wschodu,
- Gifu od południa,
- Shiga od południa,
- Kioto od południa i zachodu.

## Klimat
Prefektura Fukui ma cztery wyraźne pory roku z zimowymi północno-zachodnimi wiatrami przynoszącymi duże opady, co czyni ją bardzo wilgotnym miejscem obdarzonym obfitymi zasobami wodnymi. 

## Parki narodowe
Wybrzeże prefektury obejmują parki: Quasi-Park Narodowy Echizen-Kaga Kaigan i Quasi-Park Narodowy Wakasa-wan. W głębi lądu znajduje się natomiast Park Narodowy Haku-san chroniący przyrodę i krajobraz gór Ryōhaku.

## Miasta
Miasta prefektury Fukui:

- Awara
- Echizen
- Fukui (stolica)
- Katsuyama
- Obama
- Ōno
- Sabae
- Sakai
- Tsuruga

## Historia
Prefektura Fukui, w wyniku reformy administracyjnej przeprowadzonej w czasie restauracji Meiji, została utworzona w 1871 roku z terytorium dawnych prowincji: Wakasa (obecnie region Reinan) i Echizen (obecnie Reihoku).

## Prehistoria
Na terenie prefektury, w granicach miasta Katsuyama, nad rzeką Sugiyama, odkryto wiele szczątków dinozaurów, m.in., takich jak: Fukuiraptor, Fukuizaur, Nipponosaurus, Fukuititan.

## Rzemiosło
Prefektura szczyci się regionalnym, tradycyjnym rzemiosłem. Produkuje się tu:
- sztućce, noże kuchenne, sierpy i nożyczki za pomocą dawnych technik kucia;
- delikatny, miękki papier (washi), rzadkość wśród wszystkich japońskich papierów. Jest stosowany do zdobienia drzwi i dekorowania wnętrz;
- ceramikę znaną z prostoty i ziemistych tonów;
- wyroby z laki w kolorze kruczoczarnym lub cynobrowym, wykończone złotym lub srebrnym proszkiem;
- lakę używaną do dekorowania muszli, skorupek jaj, igieł sosnowych itp. w kolorach m.in.: białym, czerwonym, zielonym, żółtym.
- wyroby artystyczne z agatu, który charakteryzuje się czerwonym, półprzezroczystym blaskiem[3].

## Galeria

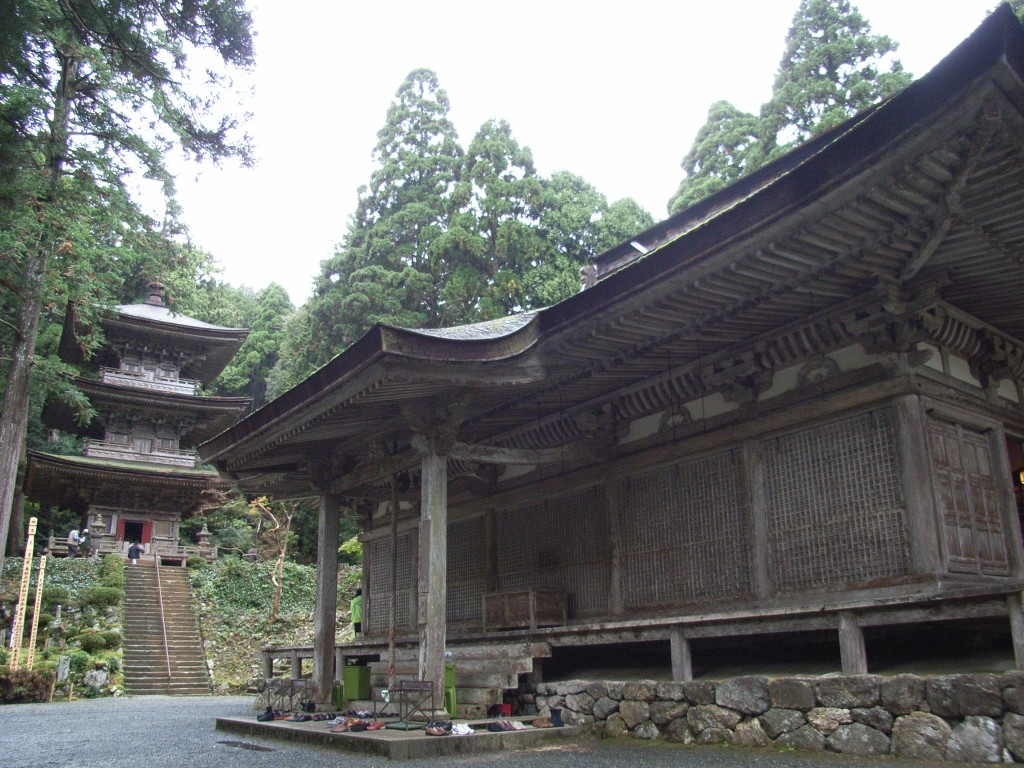
Obama: Świątynia buddyjska Myōtsū-ji i pagoda (łącznie: skarb narodowy)
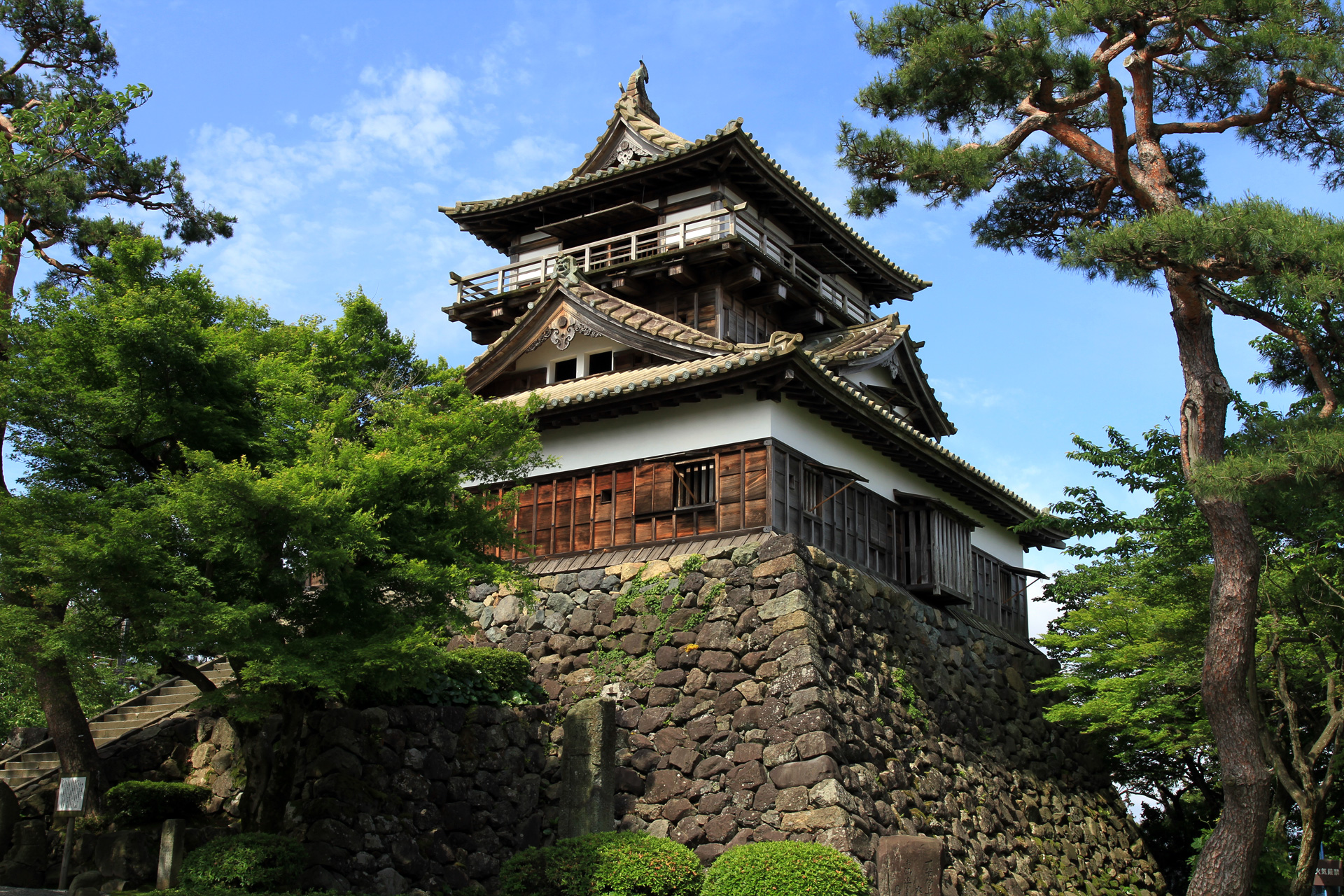
Sakai: Zamek Maruoka
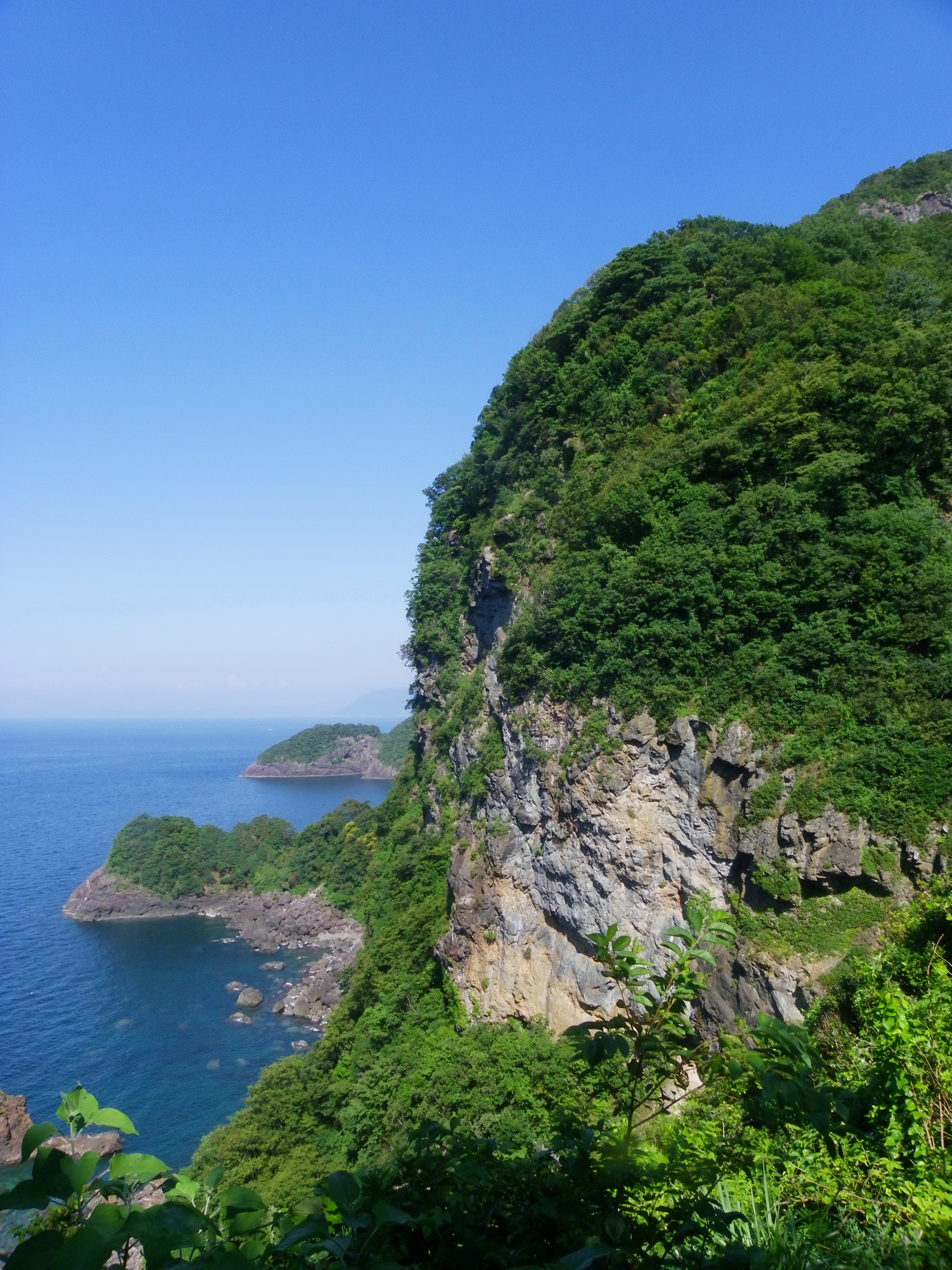
Takahama: Wybrzeże klifowe Otomi
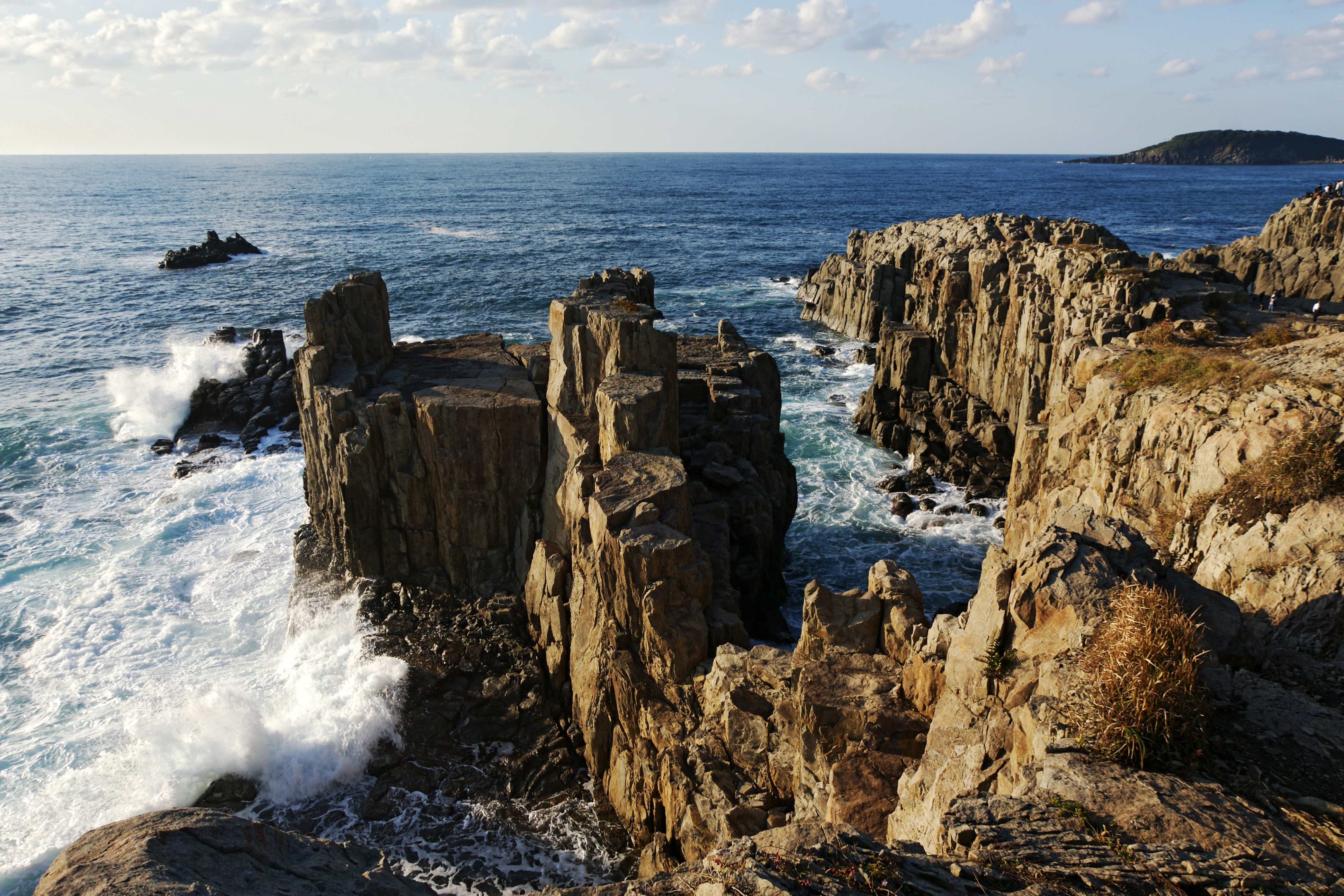
Sakai: Skały Tōjinbō